# ポンチャイ・モンコンワニット
ポンチャイ・モンコンワニット（泰: พรชัย มงคลวนิช 1958年11月25日- ）は、タイのサイアム大学の学長。
ウィスコンシン大学マディソン校で1983年にMBAを取得している。